# ツノニガウリ
ツノニガウリ（角苦瓜、学名: Cucumis metulifer）は、ウリ科キュウリ属のつる植物。また、その果実のこと。ツノのあるウリ形の果実を食用とする。キワノとも呼ばれるほか、トゲメロンやツノメロンとも呼ばれる。
ニガウリと呼ばれることのあるツルレイシ属のツルレイシとは別属に分類される。

## 概要
アフリカ原産で、アメリカ合衆国のカリフォルニア州やニュージーランドで栽培されている。果実はおよそ直径 5-7cm、縦 10cm の楕円球体。表面全体に突起がある。
原産地は、アフリカ南部から中央部の半乾燥地帯（カラハリ砂漠など）である。

### 食用
アフリカでは伝統的な食料であり、砂漠地帯の貴重な水分源である。
果皮は未熟な果実では緑色で、成熟すると薄い黄色から濃い橙色になる。熟成のどの段階でも食べることができるが、熟しすぎると力強く破裂して種子を放出することがある。表皮に緑色の部分がなくなり、弾力がでてきたら食べ頃だとされている。
果肉は半透明でうすい緑色のゼリー状で、甘みはなく、かすかに酸味がある。栽培品種の味は、糖度や酸味が弱く、バナナとパッションフルーツの組み合わせ、またはバナナ、キュウリ、ライムの組み合わせと比較されている。食感は、パッションフルーツやザクロに似ているとされる。食べ方は、実を半分に切って、中のゼリー状の果肉をスプーンですくって食べる。
皮はビタミンCと食物繊維が豊富なため、皮を食べる人もいる。

### 毒性
食用以外の品種には、ククルビタシンが含まれる。ククルビタシンは強い苦味があり、哺乳類にとっては有毒で摂食抑制物質であり、食べようとするのはまれである。

### 栽培・観葉植物
食用のほか、特徴的な外見から観賞用にも用いられる。
線虫などの病害に耐性があり、線虫に弱い植物を栽培するのに接ぎ木の台木として用いられる。
線虫、オンシツコナジラミやスイカモザイクウイルス、うどんこ病に耐性があるものの、スカッシュモザイクウイルスフザリウム萎凋病には弱い

## ギャラリー

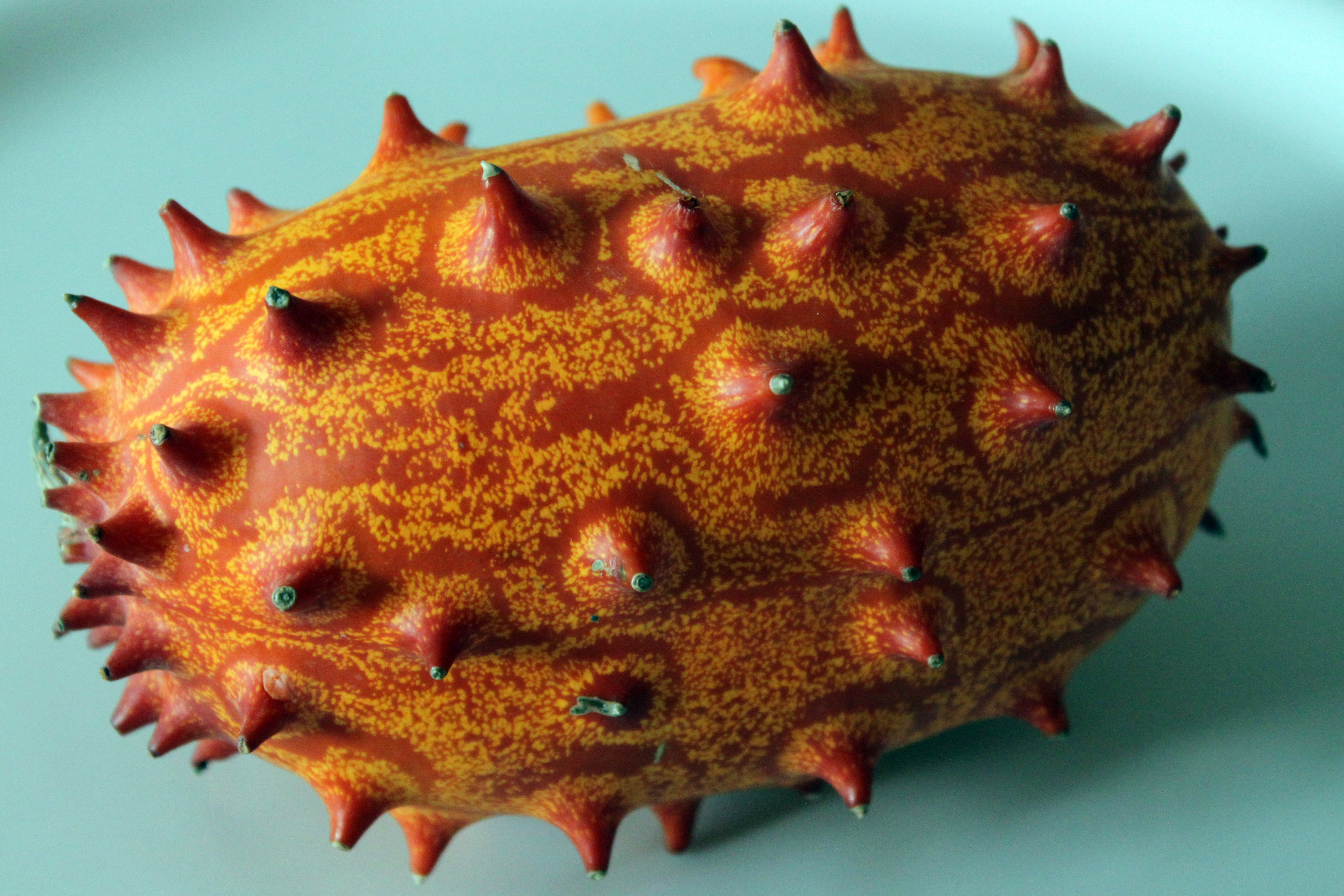
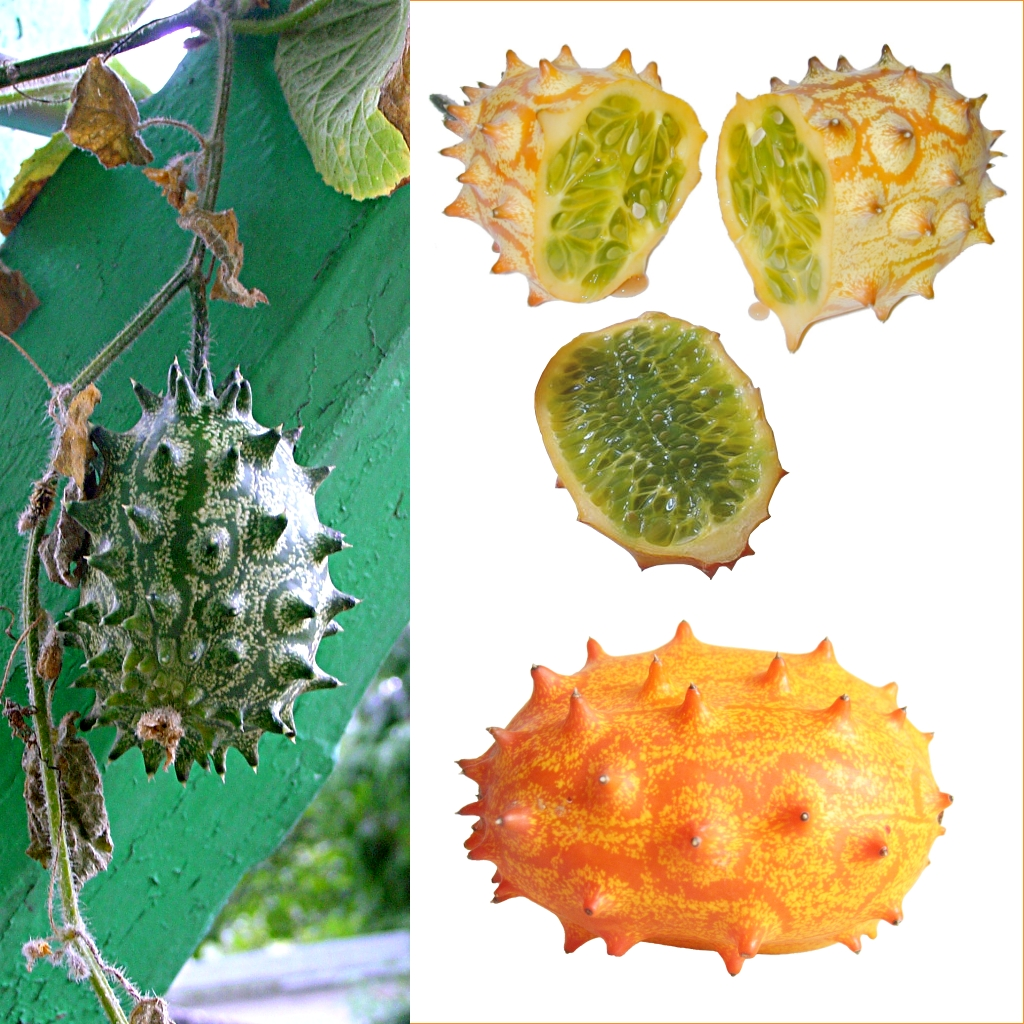
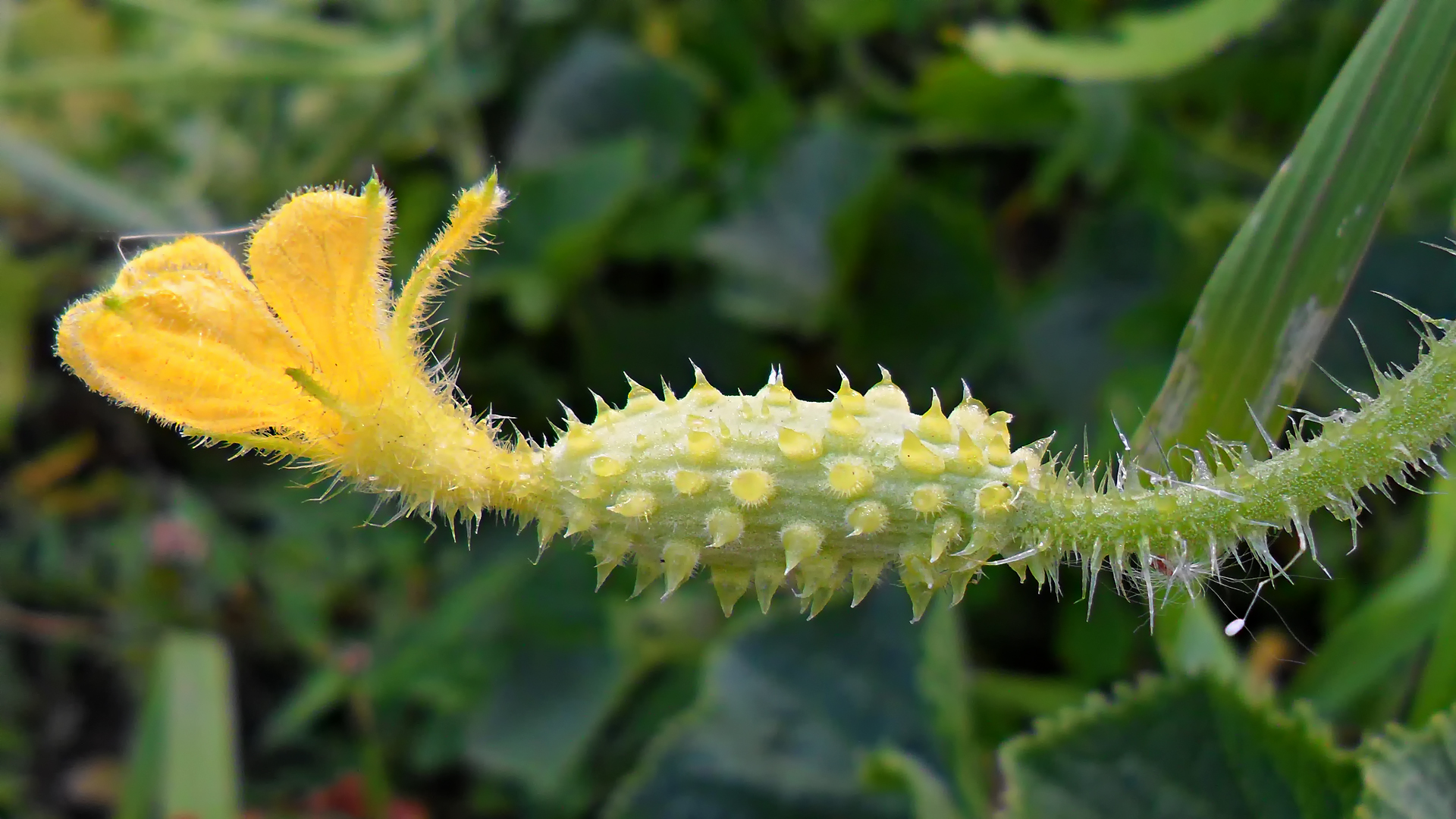
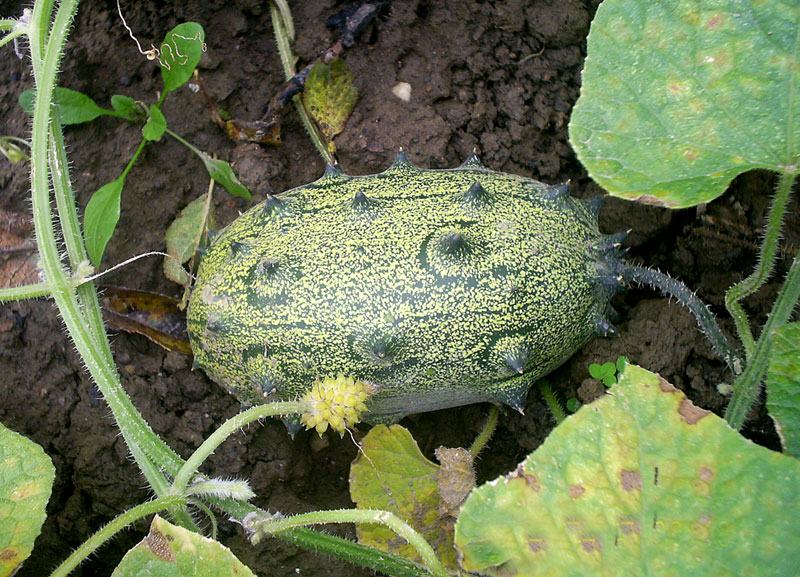
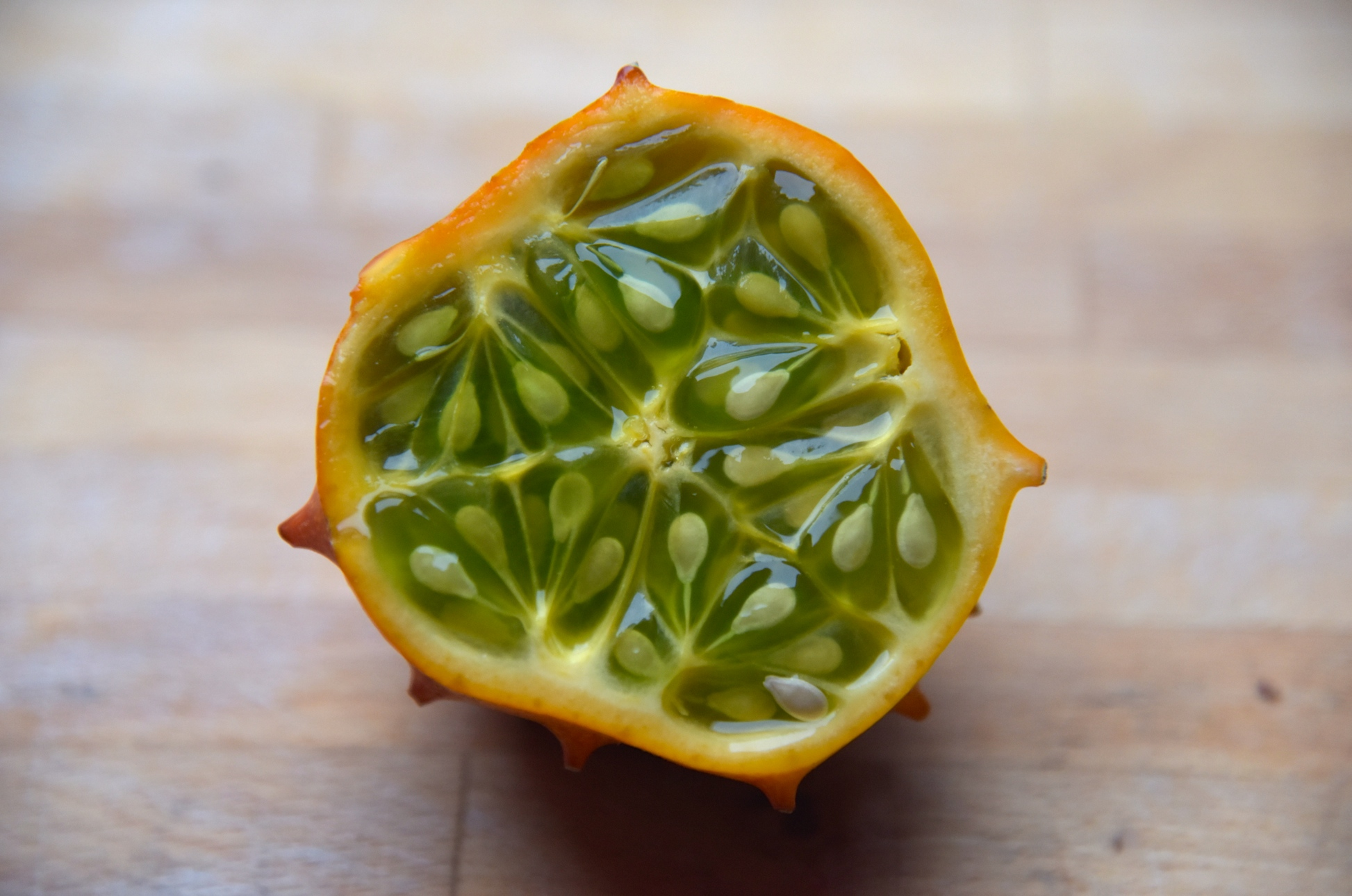
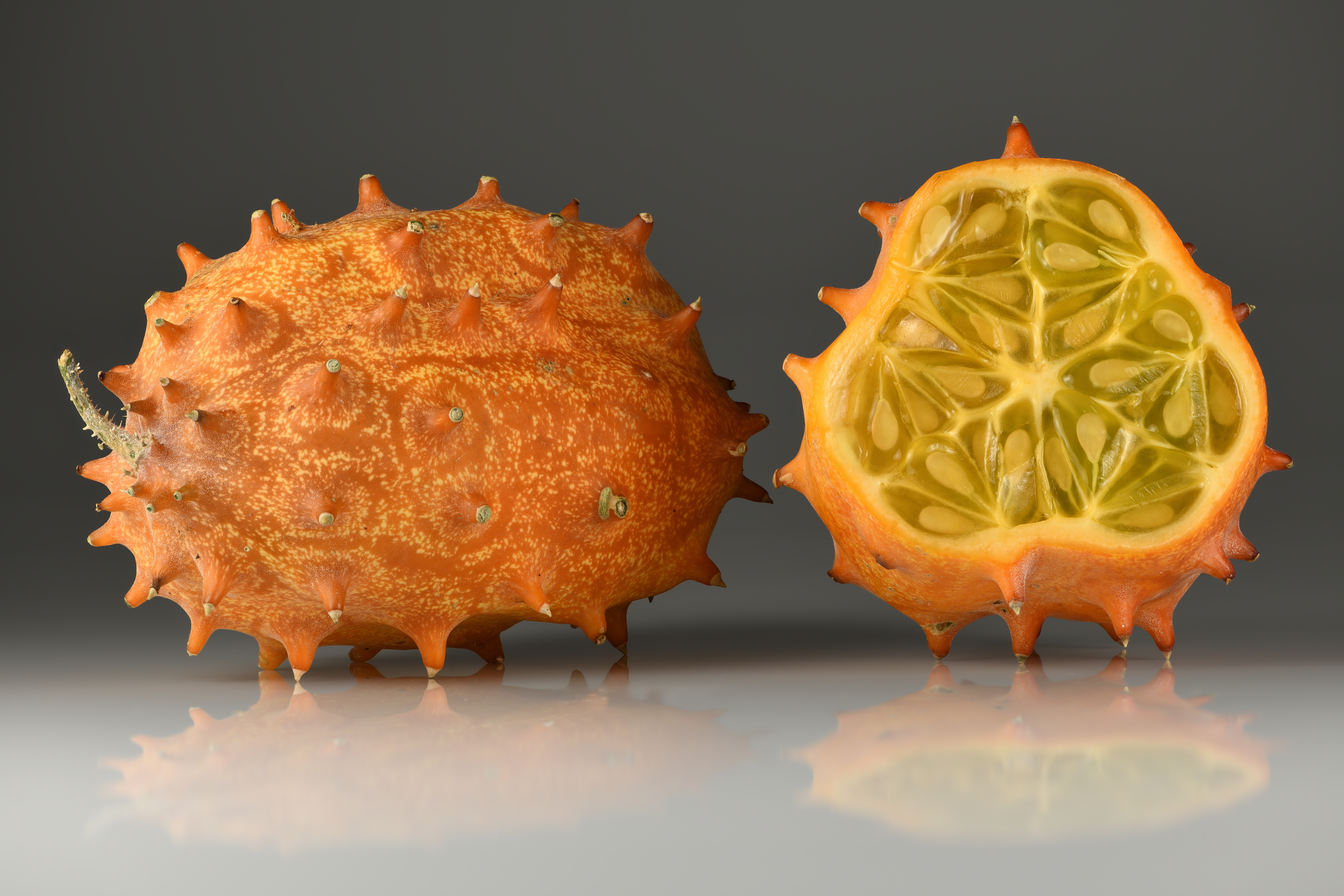